# Famous (Marques Houston)
Famous è il sesto album in studio del cantante R&B statunitense Marques Houston, pubblicato nel 2013.

## Tracce
1. Only You – 3:37
2. Nothin' On You – 2:53
3. Give Your Love a Try – 3:02
4. Famous – 3:39
5. The Way Love Is – 3:27
6. Take Your Love Away – 3:59
7. Leaving My Girl – 3:32
8. Make It Last Forever – 3:47
9. See You – 4:25
10. Speechless – 3:25
11. Lifetime – 4:04
12. Fly Away – 3:56